# Neurons to Nirvana
Neurons to Nirvanaは、カナダの映画製作者オリバー・ホックンハル(Oliver Hockenhull)が制作した2013年のドキュメンタリー映画。本作は、幻覚剤によるサイケデリック療法の証拠を調査している。制作会社は、3万5千ドルの資金調達したキックスターターでのクラウドファンドを通して販売と流通を行った。
本作は2種類のエディションがリリースされており、ディレクターズカット版と教育版である。ディレクターズカット版は、バンクーバーでの2013年の映画祭にて封が切られ、From Neurons to Nirvana: The Great Medicinesと題され108分の長さであった。一般的な流通版は、 Neurons to Nirvana: Understanding Psychedelic Medicinesで69分の長さとなる。
本作はインタビューを交わしている。ガボール・マテ、デニス・マッケナ、リック・ドブリン、チャールズ・グロフ、ジェレミー・ナービー、スタニスラフ・グロフ、デビッド・ナット、ジュリー・ホーランド、デイビット・ヒーリー、マイケル・ミソファー、デヴィッド・E・ニコルズ、アマンダ・フィールディング、ステファン・ロス、ラルフ・メツナーなど。
本作の短縮版には、Ben Ridgwayによる実験的アニメ映画Continuum Infinitumのシーンも含まれる。

## さらに読む
- Bahirwani, Krishna (July 21, 2014). Neurons to Nirvana; phish 'n' chips.  Daily News & Analysis. Retrieved November 15, 2014.
- Wysockam, Natalia (October 17, 2013). From Neurons to Nirvana: traitements alternatifs. Métro. Retrieved November 15, 2014.